# Farfantepenaeus duorarum
Farfantepenaeus duorarum, vulgarmente conhecido como camarão-rosado-do-norte é uma espécie de camarão da família Penaeidae, comum nas Bermudas, ao longo da costa leste dos Estados Unidos e no Golfo do México. Por vezes pode ser referenciado pelo nome científico caído em desuso Penaeus duorarum. Constitui uma espécie de importância comercial significativa no Estados Unidos da América e Cuba.

## Distribuição
A área de distribuição desta espécie estende-se pelo Atlântico, em torno das Bermudas, a longo da costa dos Estados Unidos, do Massachusetts ao Texas, e ao longo da costa mexicana, de Tamaulipas a Campeche. Vivem a profundidades de 2–70 metros (7–230 pé), e excecionalmente a 230 m (750 pé),com grande densidade populacional aos 11–36 m (36–120 pé), em lama compacta, fundos de limo, arenosos e conquíferos. As espécimes mais juvenis encontram-se em águas marinhas ou de estuário, enquanto que os adultos são exclusivamente marinhos.

## Descrição
As fêmeas podem crescer até aos 280 mm (11 pol) de comprimento enquanto que os machos atingem os 269 mm (11 pol).

## Pesca

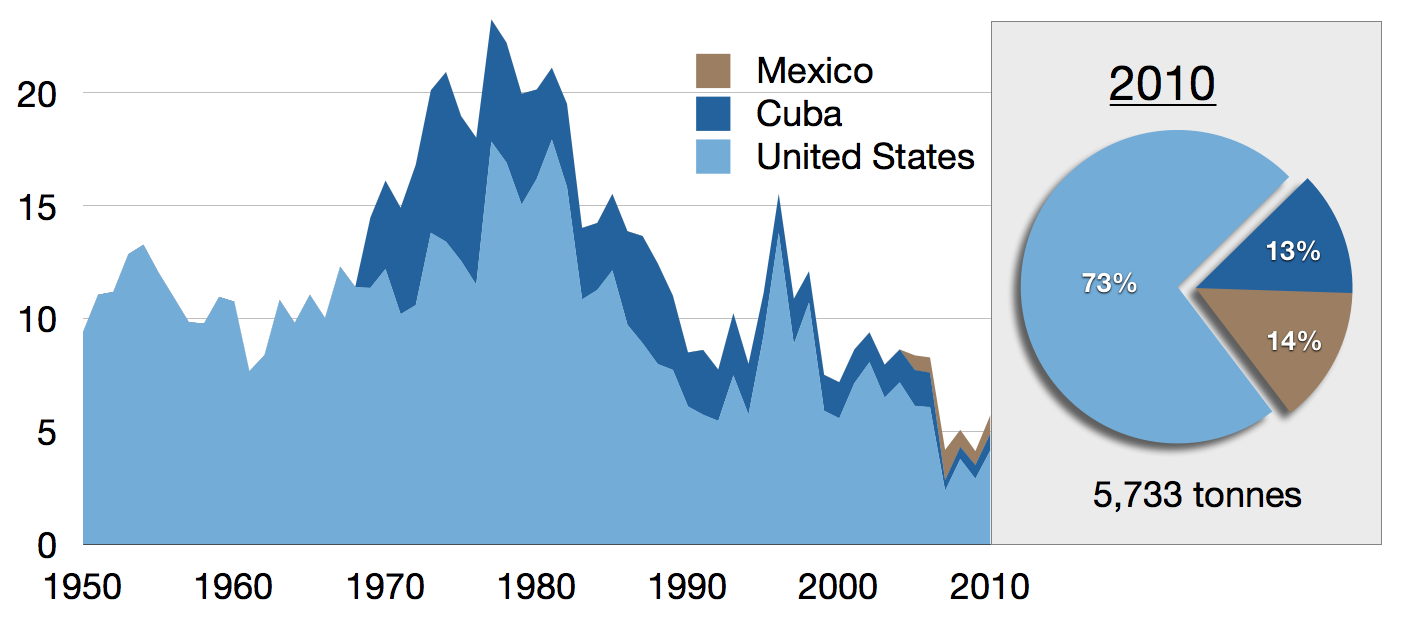
Captura global de Farfantepenaeus duorarum em milhares de toneladas
de acordo com dados da FAO, 1950–2010